# Phygasia cyanea
Phygasia cyanea es una especie de insecto coleóptero de la familia Chrysomelidae. Fue descrita en 1995 por Medvedev.